# Озеро (картина Кандинского)
«Озеро» — абстрактная картина русского художника Василия Кандинского, написанная в 1910 году в Мурнау-ам-Штаффельзе, Бавария и хранящаяся в Третьяковской галерее в Москве.

## История создания
В 1908 году Кандинский переехал в Мурнау-ам-Штаффельзее в Баварских Альпах, где работал вместе со своей многолетней спутницей Габриеле Мюнтер. Картины, написанные им там, отличаются предельной обобщённостью мотивов природы, резким сопоставлением «закольцованных» цветов местных ландшафтов. Они напоминают французских фовистов и художников группы «Мост» с их резким, вызывающим колоритом, и, конечно, баварскую народную живопись на стекле, которой художник очень увлекался. Однако до конца XX века он был одним из многих художников, искавших новые формы в искусстве.
В названии картины не указано конкретное место, которое она изображает. Однако можно предположить, что художник изобразил озеро Штаффель вблизи города Мурнау-ам-Штаффельзе. В 1908-1909 годах Кандинский часто посещал места с романтической обстановкой, где жил и любил бывать король Баварии Людвиг II Баварский, страстный любитель сказок и автор проекта строительства замка Нойшванштайн. Кандинский вспоминал: 
Мне становилось всё яснее, я всё с большей силой чувствовал, что центр тяжести искусства лежит не в области „формального”, но исключительно во внутреннем стремлении (содержании), повелительно подчиняющем себе формальное. Так постепенно мир искусства отделялся во мне от мира природы.
Полотно поступило в Государственную Третьяковскую галерею от Главного управления научными, музейными и научно-художественными учреждениями Народного комиссариата просвещения РСФСР в 1922 году после эмиграции Кандинского в Германию.

## Описание
Картина «Озеро» входит в группу работ Кандинского, которая непосредственно предшествует его абстрактной живописи. В ней гармонично сосуществуют принципы субъекта и беспредметности. На полотне изображена панорама озера, лодки с красными вёслами, сидящие в них гребцы и замок на берегу озера. Это место до сих пор славится среди любителей гребли и парусного спорта. Горы на заднем плане — это Альпы. Однако остальные части композиции можно трактовать по-своему. В центре картины яркая точка света придает всему полотну энергичный заряд. Освещенные этим светом, белые лодки с гребцами, двигаясь по диагонали, плывут по бездонной чёрной глади фантастического озера, у которого нет берега, и непонятно, где заканчивается вода и начинается небо или земля.